# Afrochthonius ceylonicus
Espèce
Afrochthonius ceylonicus est une espèce de pseudoscorpions de la famille des Pseudotyrannochthoniidae.

## Distribution
Cette espèce est endémique du Sri Lanka.

## Étymologie
Son nom d'espèce lui a été donné en référence au lieu de sa découverte, Ceylan.

## Publication originale
- Beier, 1973 : Pseudoscorpionidea von Ceylon. Entomologica Scandinavica, Supplement vol. 4, p. 39-55